# Patrimoni orali e immateriali dell'umanità

Logo della Convenzione per la Salvaguardia del Patrimonio Culturale Immateriale

I patrimoni orali e immateriali dell'umanità sono espressioni della cultura immateriale del mondo che l'UNESCO ha inserito in un apposito elenco, per sottolineare l'importanza che esse hanno secondo tale organizzazione. I capolavori immateriali si affiancano ai siti patrimonio dell'umanità: mentre questi ultimi rappresentano cose tangibili (come un parco naturale, una città o un complesso archeologico), i primi rappresentano antiche tradizioni che spesso non hanno una codificazione "scritta" ma sono tramandate oralmente nel corso delle generazioni. L'UNESCO si è posta il problema di salvaguardare questi capolavori per evitarne la scomparsa, allo stesso modo di come è già stato fatto per i beni materiali.

## Liste

Stati membri della Convenzione per la Salvaguardia del Patrimonio Culturale Immateriale

La prima selezione di patrimoni, denominata "capolavori del patrimonio orale e immateriale dell'umanità", venne fatta nel 2001 e comprendeva 19 voci, cui se ne sono aggiunte altre 28 nel 2003. Un ulteriore elenco è stato reso pubblico il 25 novembre 2005.
La 32° conferenza generale dell'UNESCO tenutasi a Parigi dal 29 settembre al 17 ottobre 2003 ha stabilito una Convenzione per la salvaguardia del patrimonio culturale immateriale che definisce il concetto in maniera più rigorosa. Vengono istituite la generica "Lista rappresentativa del patrimonio culturale immateriale dell'umanità", la "Lista del patrimonio culturale immateriale che necessita di urgente tutela" per i patrimoni a rischio di estinzione e la lista dei "Programmi, progetti e attività per la salvaguardia del patrimonio culturale immateriale", ovvero le iniziative locali che meglio riflettono i principi della Convenzione e che riceveranno l'assistenza internazionale.
A partire dal 2008 gli elenchi sono stati adeguati alla Convenzione e nuovi elementi sono stati aggiunti regolarmente ogni anno; i patrimoni già proclamati nel 2001-2005 sono stati tutti inseriti per primi nella Lista rappresentativa nel 2008, senza pregiudicare i criteri richiesti per le iscrizioni successive.
A dicembre 2012 l'elenco è arrivato a comprendere 257 patrimoni, più 31 patrimoni inclusi nell'elenco di quelli che necessitano di salvaguardia urgente. 10 elementi figurano tra i programmi, progetti e attività per la salvaguardia.

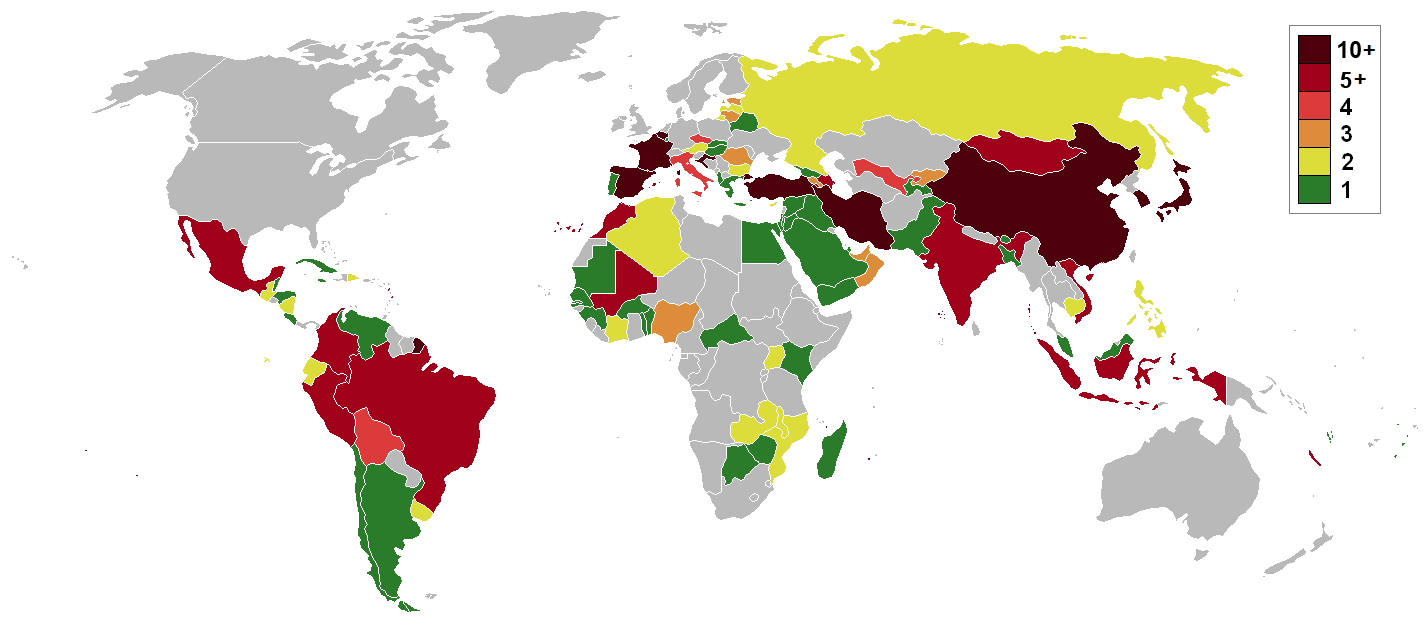
Un planisfero che mostra la distribuzione dei capolavori del patrimonio immateriale aggiornati al 2012. Nota: voci che travalicano i confini di uno stato sono state calcolate più volte, ridistribuendole nei vari paesi interessati.

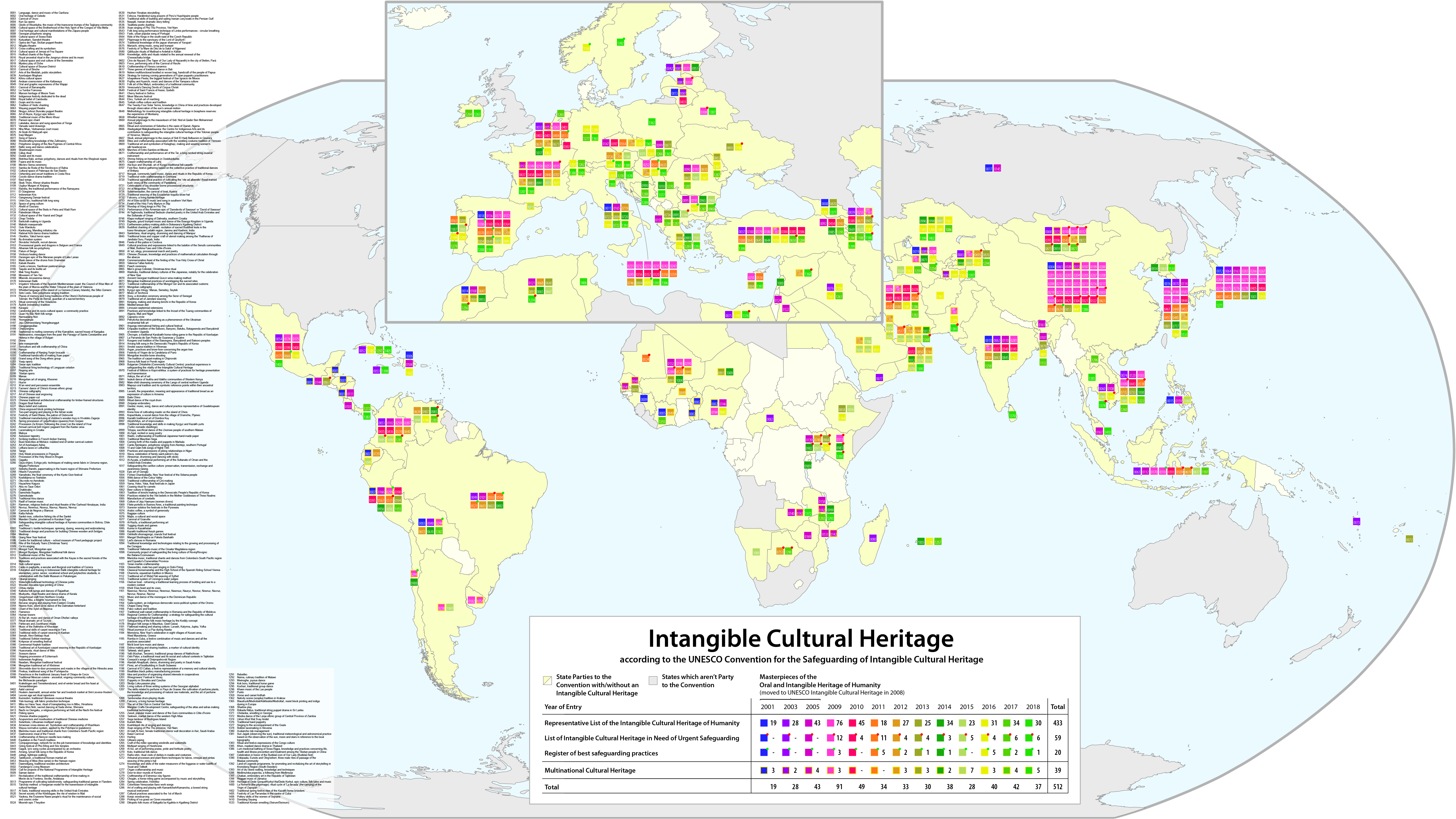
Un planisfero che mostra la distribuzione dei capolavori del patrimonio immateriale aggiornati al 2015. Nota: voci che travalicano i confini di uno stato sono state calcolate più volte, ridistribuendole nei vari paesi interessati.

## Definizione
L'art.2 della Convenzione definisce così i patrimoni culturali immateriali:
Si precisa inoltre come tali prassi devono essere compatibili con i diritti umani, il rispetto reciproco tra le persone e lo sviluppo sostenibile.
Viene presentata inoltre una casistica, tipica ma non esaustiva, dei possibili patrimoni:
- tradizioni ed espressioni orali, ivi compreso il linguaggio, in quanto veicolo del patrimonio culturale immateriale
- arti dello spettacolo
- consuetudini sociali, eventi rituali e festivi
- cognizioni e prassi relative alla natura e all'universo
- artigianato tradizionale

## Criteri
Ogni capolavoro viene proposto da uno o più paesi. Altri sono proposti da un paese solo ma con il sostegno di uno o più altri paesi.
I criteri di selezione e le procedure di iscrizione sono stati rivisti all'assemblea generale del giugno 2010. Tutti i criteri devono essere presenti contemporaneamente affinché un patrimonio possa essere proposto per l'iscrizione.
Criteri di iscrizione nella "Lista rappresentativa del patrimonio culturale immateriale dell'umanità":
- R1: L'elemento è un patrimonio culturale immateriale come definito all'art.2 della convenzione
- R2: L'iscrizione dell'elemento ne promuoverà la conoscenza mondiale, provandone l'importanza, testimoniando la diversità culturale e la creatività umana
- R3: Si elaborano mezzi di salvaguardia del patrimonio
- R4: La proposta di inserimento ha il pieno consenso e la partecipazione della comunità o degli individui interessati
- R5: L'elemento fa parte di un inventario locale di patrimoni culturali dello Stato/i interessato/i

Criteri di iscrizione nella "Lista del patrimonio culturale immateriale che necessita di essere urgentemente salvaguardato":
- U1: L'elemento è un patrimonio culturale immateriale come definito all'art.2 della convenzione
- U2: Il patrimonio è a rischio nonostante gli sforzi della comunità o degli individui interessati, oppure è minacciato di probabile estinzione senza contromisure immediate.
- U3: Vengono elaborate misure di salvaguardia che possono permettere alla comunità o individui interessati di continuare la pratica e la trasmissione del patrimonio
- U4: La proposta di inserimento ha il pieno consenso e la partecipazione della comunità o degli individui interessati
- U5: L'elemento fa parte di un inventario locale di patrimoni culturali dello Stato/i interessato/i
- U6: In casi di estrema urgenza, si è debitamente consultato lo Stato/i interessato/i